# Polakisurija
Polakisurija označava učestalu potrebu za mokrenjem, dok se diureza ne mijenja.
Polakisurija je najčešće posljedica patološkog stanja koje smanjuje kapacitet ili onemogućava potpuno pražnjenje mokraćnog mjehura kao što su infekcije, tumori ili kamenci mokraćnog mjehura ili mokraćne cijevi.